# Яцола Володимир
Володи́мир Іванович Яцо́ла (22.04.1954 — 18.10.1979) — прикарпатський композитор, аранжувальник та музичний керівник ВІА «Гуцулочки». 
Зірка його таланту яскраво світила на небосхилі української естради 70-х років поруч із зіркою Володимира Івасюка.

## Біографія
Володимир Яцола народився в сім'ї військовослужбовця 22 квітня 1954 року у селі Сотницька Балка Новоукраїнського району на Кіровоградщині. 1965 р. переїхав з батьками до Івано-Франківська, де вступив до музичного училища ім. Д. Січинського за спеціальністю баян. Після служби у лавах Радянської армії навчався в Івано-Франківському педінституті на відділенні музики і співів. Одночасно був музичним керівником ВІА «Гуцулочки».
В цей період «Гуцулочки» досягли неабиякого злету. Виступали в Києві, в Москві та інших містах Радянського Союзу. Здійснювали і закордонні турне, зокрема до Японії (1977), Польщі (1978). За успіхи ансамбль був удостоєний золотої медалі, а керівники нагороджені грамотами.
Вже під час навчання в музичному училищі у Володі проявився хист до композиції. Пісня «Привітальна» (Карпати-гори) на слова Романа Біля [Архівовано 18 грудня 2019 у Wayback Machine.] з'явилась1972 р. Згодом з'явились пісні «Гей як сонце спати ляже», «Загубив — не вернеш», «Чари», «Квіти сонця», «Квітне Україна», «Анничка», «Танго кохання», «Пора весіль», «Печаль матері» та інші твори. ВІА «Гуцулочка» співали в основному його твори, або його обробки народних пісень. Відома фірма «Мелодія» навіть випустила їхню платівку 1979 р.
Яцола брав активну участь у роботі Спілки композиторів України, підтримував творчі зв'язки з Романом Білем, Микола Кубик, Романом Юзвою, Степаном Пушиком, Остапом Гавришем та ін.
Яцолу не любив радянський лад за його патріотизм і його українську принциповість. Коли були якісь закордонні турне, то обов'язковим було включення в репертуар пісень російською мовою. Зі спогадів друзів звучить фраза Яцоли: «А де ви бачили, щоб гуцули співали російською?» А ще, коли загинув Володимир Івасюк, Яцола казав: «Зі мною буде те саме…». І на превеликий жаль слова Яцоли справдилися.
18 жовтня 1979 року, рівно через п'ять місяців після загибелі Володимира Івасюка, Володимир Яцола був знайдений мертвим у ставку в Івано-Франківському парку імені Тараса Шевченка. За однією з версій, Володимира Яцолу так само як і Володимира Івасюка вбили співробітники КДБ.
2006 року силами творчої інтелігенції Івано-Франківська (Надії Кукурузи, Марти Шевченко, Лесі Соболевської, друзів Володимира Яцоли Володимира Бондаренка та Ярослава Карціва) а також видавництва «Лілея» було видано нотну збірку пісень Володимира Яцоли «Недописані мелодії… недоспівані пісні…» По можливості кожну пісню цієї збірки буде занесено на сайт [Архівовано 5 грудня 2019 у Wayback Machine.].[джерело не вказане 1972 дні]
Пісні Володимира Яцолизвучать і сьогодні та є взірцем для сучасної естрадної української пісні[джерело не вказане 1972 дні]. Далеко не всі твори дійшли до сучасників, бо загинув Володимир за невідомих обставин і папка з нотами його нових пісень яка була при ньому, була вкрадена, і дотепер не відомо, чи були вони знищені взагалі, чи зберігаються в спеціальному архіві СБУ.